# Sisomicin
Sisomicin ist ein bakterielles Aminoglykosid-Antibiotikum.

## Vorkommen
Sisomicin ist ein Aminoglykosid-Antibiotikum, das natürlich von Micromonospora inyoensis gebildet wird. Es ist strukturell eng verwandt mit Gentamicin C1a.

## Pharmakologie und Bedeutung
Sisomicin wirkt antibakteriell gegen viele gram-negative Arten inklusive Escherichia coli, Pseudomonas aeruginosa und Enterobacter. Außerdem wirkt es gegen Staphylokokken, jedoch nicht gegen Streptokokken und anaerobe Arten. Sisomicin wird im menschlichen Körper nicht metabolisiert, sondern unverändert über den Urin ausgeschieden. Der Wirkstoff wird in begrenztem Maße als Antibiotikum eingesetzt, beispielsweise gegen Infektionen mit Pseudomonas aeruginosa. Es wirkt zum Teil gegen Pathogene, die gegen Gentamicin resistent sind und wirkt synergistisch mit β-Lactam-Antibiotika. Sowohl Dibekacin als auch Netilmicin leitet sich als synthetische Antibiotika von Sisomicin ab.